# Heilig Geist (Tröglitz)

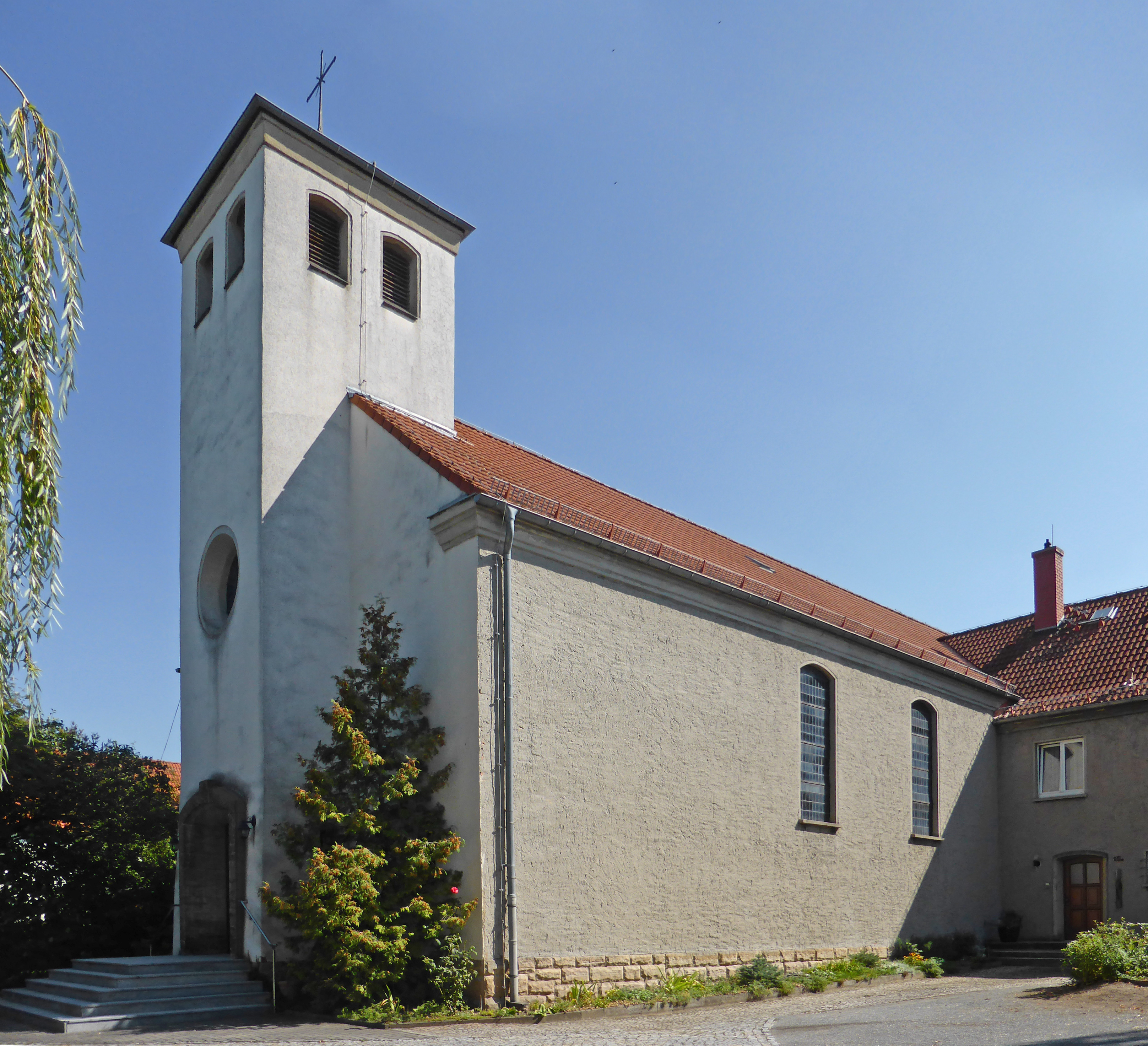
Heilig-Geist-Kirche

Heilig Geist ist die römisch-katholische Kirche in Tröglitz, einem Ortsteil der Gemeinde Elsteraue im Burgenlandkreis im Süden von Sachsen-Anhalt. Die nach dem Heiligen Geist benannte Kirche gehört zur Pfarrei St. Peter und Paul mit Sitz in Zeitz im Bistum Magdeburg.

## Geschichte
Im Zeitraum um 1530 bis 1540 wurde in Tröglitz, das damals zum Archidiakonat Zeitz des Bistums Naumburg gehörte, die Reformation eingeführt, wodurch die Bevölkerung von Tröglitz evangelisch-lutherisch wurde.
Bei Tröglitz, das 1933 nur 134 Einwohner hatte, begann am 1. Mai 1937 die Brabag mit dem Bau des Hydrierwerks Zeitz, das der Herstellung von synthetischen Kraftstoffen dienen sollte, und einer Siedlung für die Arbeiter dieses Werkes. Dadurch zogen wieder Katholiken in die seit der Reformation protestantisch geprägte Region, sie gehörten zunächst zur Pfarrei Zeitz.
Am 15. November 1941 erfolgte in der Pfarrei Zeitz die Gründung einer katholischen Pfarrvikarie in Techwitz, die später nach Tröglitz verlegt wurde. Ihr erster Seelsorger wurde Pfarrvikar Alfons Rörig. Seinen Wohnsitz nahm Rörig zunächst in Zeitz, von Dezember 1941 an bis zu seiner Versetzung im Jahr 1949 hielt er Sonntagsgottesdienste in der evangelischen Kirche von Burtschütz. In Tröglitz war keine evangelische Kirche vorhanden, die evangelischen Einwohner von Tröglitz waren damals nach Maßnitz eingepfarrt. Bemühungen um einen Bauplatz für ein katholisches Gotteshaus hatten unter den zeitbedingten Rahmenbedingungen keinen Erfolg. Die Pfarrvikarie Techwitz umfasste 1941 rund 300 Gläubige, zu ihr gehörten die Ortschaften Burtschütz, Gleina, Göbitz, Könderitz, Maßnitz, Minkwitz, Ostrau, Rehmsdorf, Stockhausen, Techwitz, Torna, Traupitz und Tröglitz. Von 1943 an wurden in der Pfarrvikarie Kirchenbücher geführt.
Durch die Flucht und Vertreibung Deutscher aus Mittel- und Osteuropa war die Zahl der Katholiken in Tröglitz und den umliegenden Orten bis 1947 auf rund 4500 angewachsen, so dass es am 1. April 1951 zur Gründung der Filialkirchengemeinde Heilig Geist in Tröglitz kam.

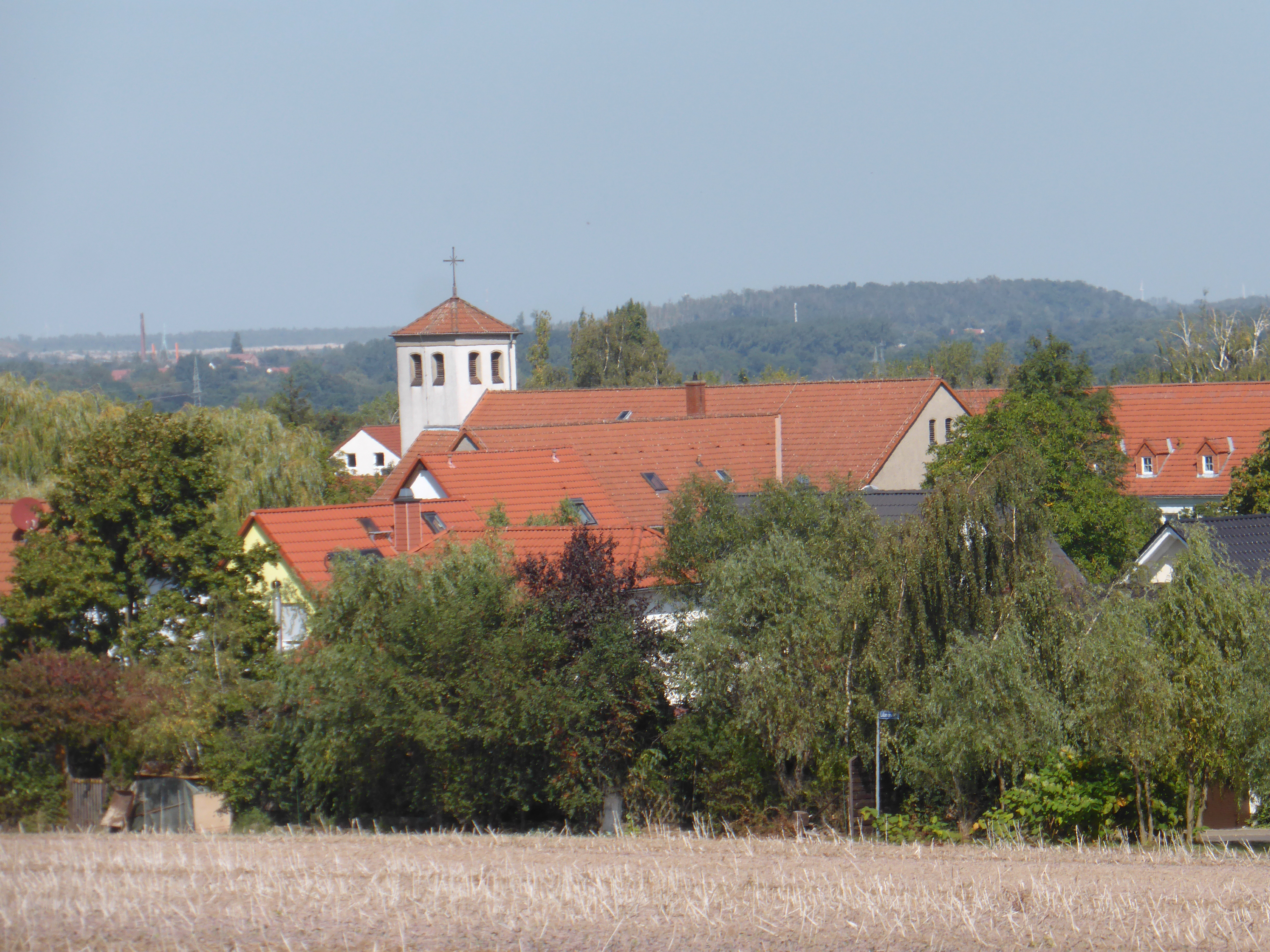
Blick auf Tröglitz mit dem Turm der Heilig-Geist-Kirche

Nachdem am damaligen westlichen Ortsrand von Tröglitz ein Bauplatz gefunden worden, war begann am 20. August 1951 der Bau der Kirche und des Pfarrhauses. Der erste Spatenstich folgte bereits am 22. August 1951. Die Grundsteinlegung für die Kirche erfolgte am 8. Dezember 1951 durch Clemens Wittelsbach, den Pfarrer von Zeitz. Am 29. Juli 1952 bezog Pfarrvikar Albert Keisewitt, der zuvor in der Bahnhofstraße wohnte, das Pfarrhaus. Keisewitt war seit 1949 Pfarrvikar von Techwitz bzw. Tröglitz, wo er noch bis 1971 tätig war. Das Richtfest der Kirche wurde am 30. Juli 1952 gefeiert.
Die Benediktion vollzog Dechant Clemens Wittelsbach am 30. November 1952, dem 1. Sonntag im Advent. Die bischöfliche Kirchweihe folgte am 8. März 1953, dem 3. Fastensonntag, durch Lorenz Jaeger, den Erzbischof des Erzbistums Paderborn, zu dem Tröglitz damals gehörte.
Am 1. Juli 1953 wurde das Dekanat Naumburg-Zeitz errichtet, dem die Filialkirchengemeinden Tröglitz als Tochtergemeinde der Pfarrei Zeitz angeschlossen wurde. Am 1. Februar 1962 wurde die Filialkirchengemeinde Tröglitz zur selbstständigen Pfarrei erhoben und schied damit aus der Pfarrei Zeitz aus.
Nach der Liturgiereform des Zweiten Vatikanischen Konzils wurde 1975 der Altar verändert und in die Mitte des Altarraumes umgesetzt. 1978 gehörten zur Pfarrei Tröglitz noch rund 900 Katholiken.
Am 8. Juli 1994 wurde das Bistum Magdeburg gegründet, und die Zugehörigkeit von Tröglitz wechselte vom Erzbistum Paderborn zum Bistum Magdeburg. 2003, beim 50-jährigen Weihejubiläum der Kirche, gehörten zur Pfarrei Tröglitz nur noch rund 270 Mitglieder.
Seit Franz Kapaun (1928–2017), der seit 1987 Pfarrer von Tröglitz war, im Jahr 2000 in den Ruhestand trat und Tröglitz verließ, verfügt Tröglitz über keinen ortsansässigen Priester mehr. Am 1. April 2006 wurde der Gemeindeverbund Zeitz – Droyßig – Theißen – Tröglitz errichtet, zu dem auch die Pfarrei Tröglitz gehörte.
Am 1. Januar 2009 wurde das Dekanat Merseburg gegründet, dem die Heilig-Geist-Kirche bis zur Auflösung der Dekanatsstrukturen im Bistum Magdeburg am 1. September 2023 angehörte. Das bisherige Dekanat Naumburg-Zeitz wurde aufgelöst.
Aus dem Gemeindeverbund entstand am 2. Mai 2010 die heutige Pfarrei St. Peter und Paul mit Sitz in Zeitz, die Pfarrei Tröglitz wurde in diesem Zusammenhang aufgelöst. Zur Pfarrei St. Peter und Paul gehören neben der Heilig-Geist-Kirche in Tröglitz auch der Zeitzer Dom und die St.-Marien-Kirche in Droyßig. Die damals ebenfalls zur Pfarrei St. Peter und Paul gehörende Herz-Jesu-Kirche in Theißen wurde per Dekret vom 22. Mai 2019 profaniert.

## Lage, Architektur und Ausstattung

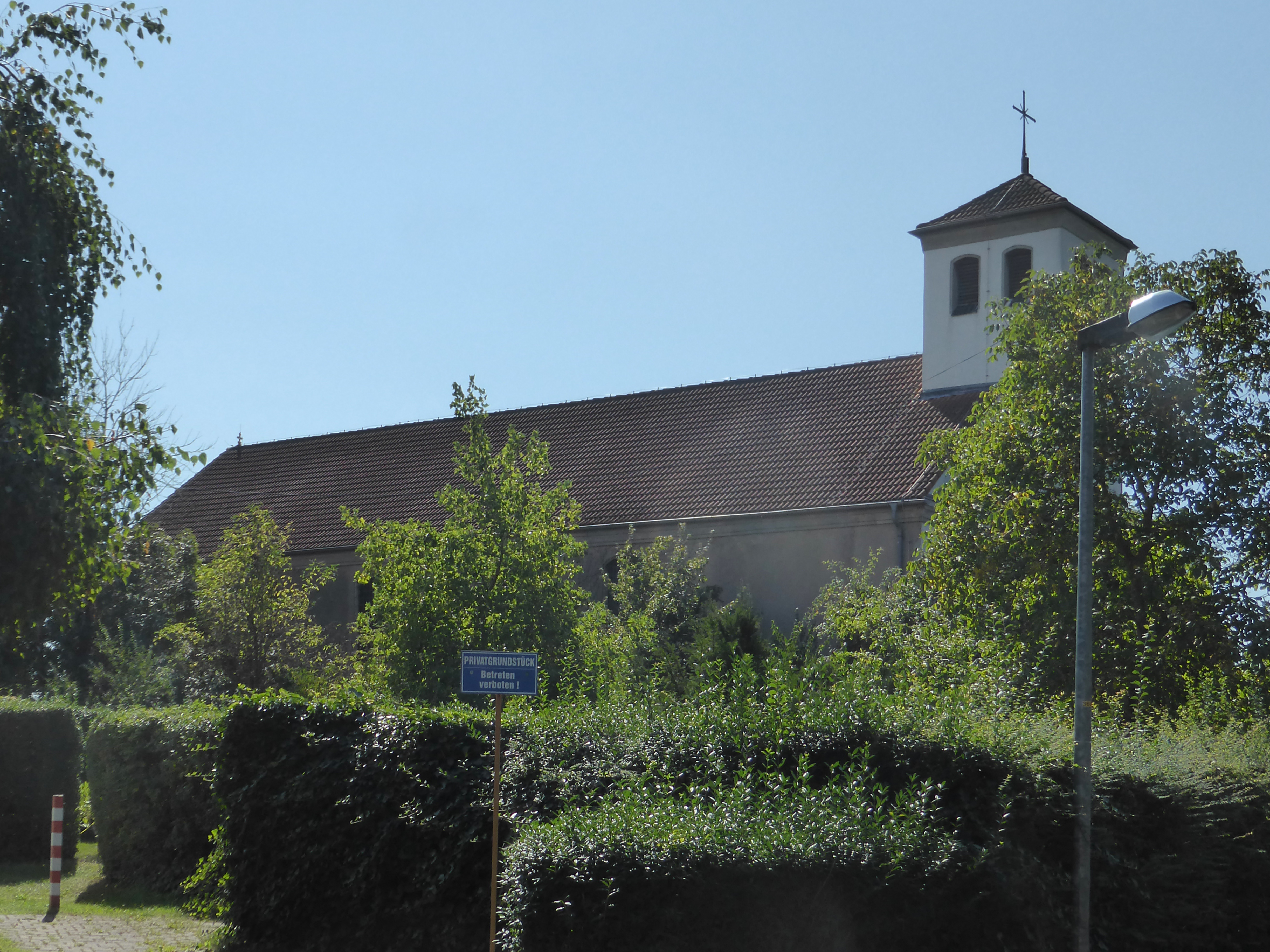
Heilig-Geist-Kirche

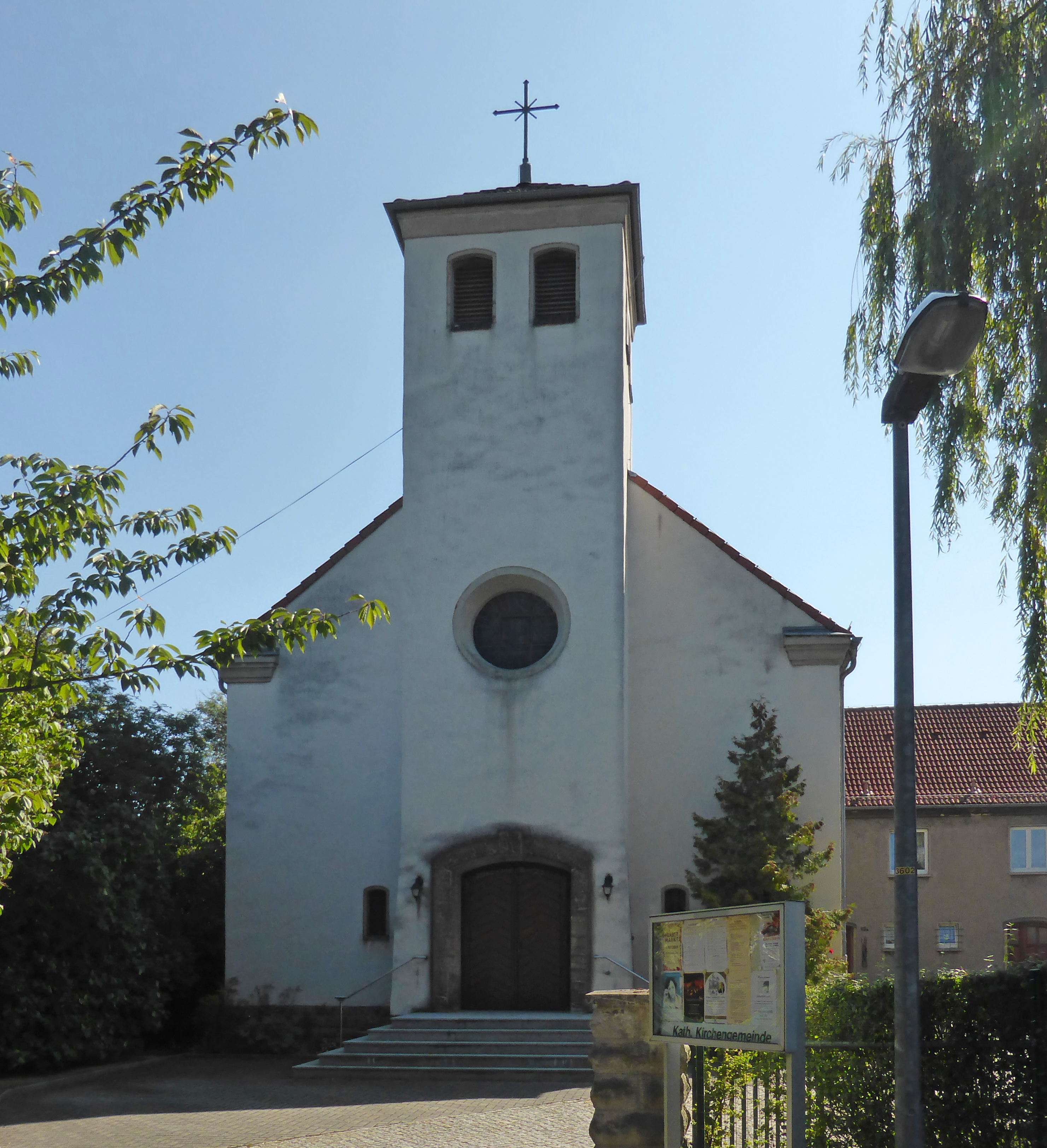
Eingangsseite der Kirche

Die verputzte Saalkirche steht auf dem Grundstück Grenzstraße 15 A, ist parallel zur Grenzstraße ausgerichtet und vom angrenzenden Lilienweg aus zugänglich. Ihr teilweise eingezogener Eingangsturm wird von einem Kreuz bekrönt. Das Pfarrhaus ist im Rechten Winkel an das Kirchenschiff angebaut. An der Rückwand der Kirche befindet sich ein Missionskreuz, es erinnert an die Gemeindemission von 1964.
Im Kirchturm hängen drei Glocken: Justitia (Gerechtigkeit), Veritas (Wahrheit) und Caritas (Liebe), die anlässlich einer Firmung am 15. Mai 1955 erstmals läuteten.
Das Altarbild von Medardus Höbelt zeigt die Herabkunft des Heiligen Geistes. Darunter ist der Tabernakel platziert. Die Statue der Mondsichelmadonna, vor der Opferkerzen aufgestellt werden können, sowie das Relief des heiligen Antonius von Padua schuf der Künstler Georg Schröter aus Görlitz 1954. Die Statue des heiligen Josef von Nazaret folgte 1958. Der Taufstein stammt von 1954, der Kreuzweg besteht aus 14 Stationen.
Die Orgel ist ein Werk des Orgelbauers Lothar Heinze aus Stadtilm, der zur Orgelbauerfamilie Heinze gehörte. Das Instrument wurde als Opus 4 geschaffen und erklang 1958 erstmals in der Heilig-Geist-Kirche, es besitzt 14 Register auf zwei Manualwerken und Pedal.